# Campeonato Europeu de Voleibol Feminino de 1993
O Campeonato Europeu de Voleibol Feminino de 1993 foi a 18ª edição deste torneio bianual que reúne as principais seleções europeias de voleibol feminino. A Confederação Europeia de Voleibol (CEV) foi a responsável pela organização do campeonato. Ocorreu nos Países Baixos entre os dias 24 de setembro a 2 de outubro de 1993. A final foi disputada entre as seleções da Rússia e da Checoslováquia terminando com o placar de 3-0 para as russas. Foi o primeiro título na competição como país independente. Como a CEV considera a Rússia como única herdeira dos títulos da União Soviética, a seleção somou seu 14º troféu.

## Composição dos Grupos
| Grupo A        | Grupo B      |
| -------------- | ------------ |
| Bulgária       | Bielorrússia |
| Croácia        | Alemanha     |
| Checoslováquia | Grécia       |
| Itália         | Romênia      |
| Letônia        | Rússia       |
| Países Baixos  | Ucrânia      |

## Fase Preliminar
| (A) | Classificado para as semi-finais. |
| (a) | Disputa do 5º ao 8º lugar         |

### Pool A
- Sede: Brno, República Checa

|     |                    |     | Jogos | Jogos | Jogos | Sets | Sets | Sets  | Pontos | Pontos | Pontos |
| Pos | Equipe             | Pts | T     | V     | D     | V    | P    | R     | V      | P      | R      |
| --- | ------------------ | --- | ----- | ----- | ----- | ---- | ---- | ----- | ------ | ------ | ------ |
| 1   | Itália (A)         | 8   | 5     | 3     | 2     | 12   | 8    | 1.500 | 252    | 233    | 1.082  |
| 2   | Checoslováquia (A) | 8   | 5     | 3     | 2     | 12   | 8    | 1.500 | 255    | 245    | 1.041  |
| 3   | Croácia (a)        | 8   | 5     | 3     | 2     | 10   | 8    | 1.250 | 207    | 232    | 0.892  |
| 4   | Países Baixos (a)  | 8   | 5     | 3     | 2     | 12   | 11   | 1.091 | 293    | 265    | 1.106  |
| 5   | Bulgária           | 7   | 5     | 2     | 3     | 9    | 12   | 0.750 | 249    | 265    | 0.940  |
| 6   | Letônia            | 6   | 5     | 1     | 4     | 6    | 14   | 0.429 | 248    | 264    | 0.939  |

| Data   | Hora  |                | Placar |                | Set 1 | Set 2 | Set 3 | Set 4 | Set 5 | Total | Relatório |
| ------ | ----- | -------------- | ------ | -------------- | ----- | ----- | ----- | ----- | ----- | ----- | --------- |
| 24 Set | 14:30 | Itália         | 3–2    | Países Baixos  | 15–13 | 8–15  | 15–1  | 15–17 | 15–8  | 68–54 |           |
| 24 Set | 17:00 | Checoslováquia | 3–1    | Bulgária       | 15–8  | 8–15  | 18–16 | 15–10 |       | 56–49 |           |
| 24 Set | 20:00 | Croácia        | 3–1    | Letônia        | 15–13 | 11–15 | 16–14 | 15–12 |       | 57–54 |           |
| 25 Set | 14:30 | Bulgária       | 3–1    | Países Baixos  | 15–11 | 12–15 | 15–10 | 15–9  |       | 57–45 |           |
| 25 Set | 17:00 | Checoslováquia | 3–0    | Letônia        | 15–11 | 15–13 | 15–11 |       |       | 45–35 |           |
| 25 Set | 20:00 | Itália         | 3–0    | Croácia        | 15–5  | 15–8  | 15–7  |       |       | 45–20 |           |
| 26 Set | 14:30 | Letônia        | 3–2    | Bulgária       | 8–15  | 15–8  | 15–2  | 15–17 | 15–7  | 68–49 |           |
| 26 Set | 17:00 | Checoslováquia | 3–1    | Itália         | 11–15 | 15–13 | 15–7  | 15–7  |       | 56–42 |           |
| 26 Set | 20:00 | Países Baixos  | 3–1    | Croácia        | 15–11 | 15–8  | 13–15 | 15–1  |       | 58–35 |           |
| 28 Set | 14:30 | Bulgária       | 3–2    | Itália         | 15–5  | 10–15 | 15–9  | 7–15  | 15–6  | 62–50 |           |
| 28 Set | 17:00 | Croácia        | 3–1    | Checoslováquia | 4–15  | 15–2  | 15–13 | 15–13 |       | 49–43 |           |
| 28 Set | 20:00 | Países Baixos  | 3–2    | Letônia        | 13–15 | 15–4  | 8–15  | 15–8  | 15–8  | 66–50 |           |
| 29 Set | 14:30 | Croácia        | 3–0    | Bulgária       | 15–7  | 15–11 | 16–14 |       |       | 46–32 |           |
| 29 Set | 17:00 | Itália         | 3–0    | Letônia        | 16–14 | 15–13 | 16–14 |       |       | 47–41 |           |
| 29 Set | 20:00 | Países Baixos  | 3–2    | Checoslováquia | 15–6  | 13–15 | 12–15 | 15–10 | 15–9  | 70–55 |           |

### Grupo B
- Sede: Zlín, República Checa

|     |                  |     | Jogos | Jogos | Jogos | Sets | Sets | Sets  | Pontos | Pontos | Pontos |
| Pos | Equipe           | Pts | T     | V     | D     | V    | P    | R     | V      | P      | R      |
| --- | ---------------- | --- | ----- | ----- | ----- | ---- | ---- | ----- | ------ | ------ | ------ |
| 1   | Ucrânia (A)      | 10  | 5     | 5     | 0     | 15   | 3    | 5.000 | 256    | 167    | 1.533  |
| 2   | Rússia (A)       | 9   | 5     | 4     | 1     | 12   | 4    | 3.000 | 220    | 124    | 1.774  |
| 3   | Alemanha (a)     | 8   | 5     | 3     | 2     | 9    | 8    | 1.125 | 200    | 180    | 1.111  |
| 4   | Bielorrússia (a) | 7   | 5     | 2     | 3     | 9    | 11   | 0.818 | 224    | 245    | 0.914  |
| 5   | Romênia          | 6   | 5     | 1     | 4     | 5    | 14   | 0.357 | 206    | 264    | 0.780  |
| 6   | Grécia           | 5   | 5     | 0     | 5     | 5    | 15   | 0.333 | 160    | 286    | 0.559  |

| Data   | Hora  |              | Placar |              | Set 1 | Set 2 | Set 3 | Set 4 | Set 5 | Total | Relatório |
| ------ | ----- | ------------ | ------ | ------------ | ----- | ----- | ----- | ----- | ----- | ----- | --------- |
| 24 Set | 14:30 | Alemanha     | 3–0    | Grécia       | 15–4  | 15–5  | 15–7  |       |       | 45–16 |           |
| 24 Set | 17:00 | Ucrânia      | 3–0    | Rússia       | 15–10 | 15–13 | 15–7  |       |       | 45–30 |           |
| 24 Set | 20:00 | Bielorrússia | 3–1    | Romênia      | 15–8  | 15–8  | 14–16 | 18–16 |       | 62–48 |           |
| 25 Set | 14:30 | Ucrânia      | 3–0    | Alemanha     | 15–9  | 15–8  | 15–5  |       |       | 45–22 |           |
| 25 Set | 17:00 | Rússia       | 3–0    | Bielorrússia | 15–5  | 15–5  | 15–6  |       |       | 45–16 |           |
| 25 Set | 20:00 | Romênia      | 3–2    | Grécia       | 13–15 | 16–14 | 15–17 | 15–2  | 15–9  | 74–57 |           |
| 26 Set | 14:30 | Ucrânia      | 3–1    | Bielorrússia | 15–7  | 15–13 | 9–15  | 15–6  |       | 54–41 |           |
| 26 Set | 17:00 | Rússia       | 3–1    | Grécia       | 15–5  | 10–15 | 15–7  | 15–3  |       | 55–30 |           |
| 26 Set | 20:00 | Alemanha     | 3–0    | Romênia      | 15–4  | 15–10 | 15–8  |       |       | 45–22 |           |
| 28 Set | 14:30 | Ucrânia      | 3–1    | Grécia       | 15–5  | 15–2  | 12–15 | 15–6  |       | 57–28 |           |
| 28 Set | 17:00 | Rússia       | 3–0    | Romênia      | 15–4  | 15–7  | 15–5  |       |       | 45–16 |           |
| 28 Set | 20:00 | Alemanha     | 3–2    | Bielorrússia | 12–15 | 15–3  | 12–15 | 15–9  | 15–10 | 69–52 |           |
| 29 Set | 14:30 | Ucrânia      | 3–1    | Romênia      | 15–7  | 15–12 | 10–15 | 15–12 |       | 55–46 |           |
| 29 Set | 17:00 | Rússia       | 3–0    | Alemanha     | 15–3  | 15–7  | 15–9  |       |       | 45–19 |           |
| 29 Set | 20:00 | Bielorrússia | 3–1    | Grécia       | 15–5  | 15–4  | 10–15 | 15–5  |       | 55–29 |           |

## Fase Final
- Sede: Brno, República Checa

### Semi-finais
| Data  | Hora  |                | Placar |         | Set 1 | Set 2 | Set 3 | Set 4 | Set 5 | Total | Relatório |
| ----- | ----- | -------------- | ------ | ------- | ----- | ----- | ----- | ----- | ----- | ----- | --------- |
| 1 Out | 17:00 | Checoslováquia | 3–2    | Ucrânia | 14–16 | 15–5  | 15–11 | 6–15  | 22–20 | 72–67 |           |
| 1 Out | 20:00 | Rússia         | 3–1    | Itália  | 15–9  | 12–15 | 16–14 | 15–2  |       | 58–40 |           |

### Disputa do 3º lugar
| Data  | Hora  |         | Placar |        | Set 1 | Set 2 | Set 3 | Set 4 | Set 5 | Total | Relatório |
| ----- | ----- | ------- | ------ | ------ | ----- | ----- | ----- | ----- | ----- | ----- | --------- |
| 2 Out | 15:00 | Ucrânia | 3–1    | Itália | 15–17 | 15–8  | 15–6  | 17–15 |       | 62–46 |           |

### Final
| Data  | Hora  |        | Placar |                | Set 1 | Set 2 | Set 3 | Set 4 | Set 5 | Total | Relatório |
| ----- | ----- | ------ | ------ | -------------- | ----- | ----- | ----- | ----- | ----- | ----- | --------- |
| 2 Out | 18:00 | Rússia | 3–0    | Checoslováquia | 17–15 | 15–3  | 15–6  |       |       | 47–24 |           |